# امیر عمرانی
امیر عمرانی (عربی: أمير العمراني؛ زادهٔ ۸ فوریهٔ ۱۹۸۹) بازیکن فوتبال اهل تونس است.
از باشگاه‌هایی که در آن بازی کرده‌است می‌توان به باشگاه فوتبال بالمرسی و باشگاه فوتبال ستاره ساحلی اشاره کرد.
وی همچنین در تیم ملی فوتبال تونس بازی کرده‌است.